# 순막

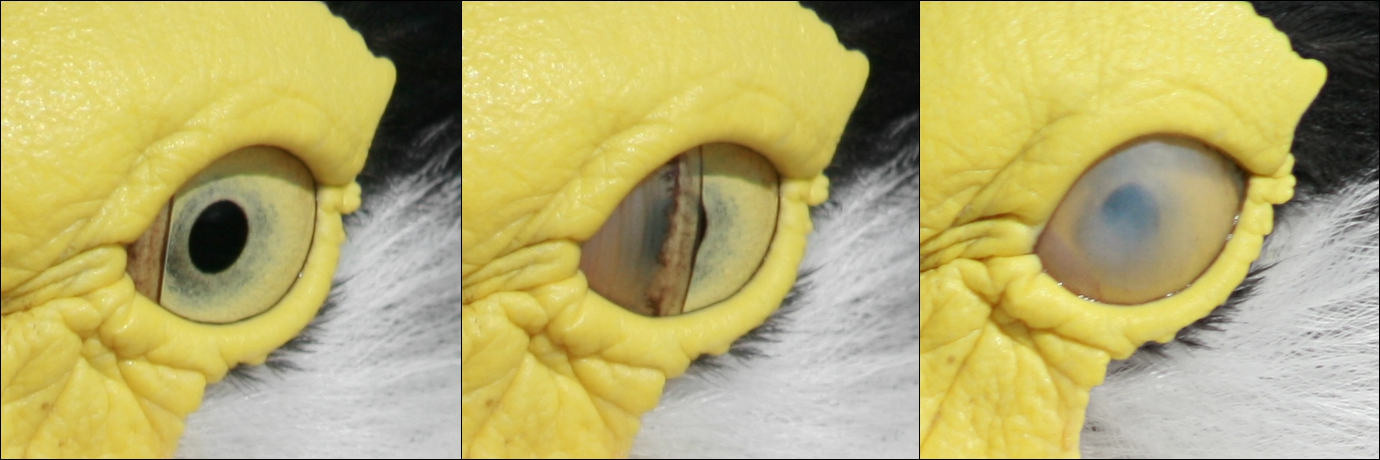
가면댕기물떼새의 눈깜빡임

순막(瞬膜, nictitating membrane)은 일부 동물들에게서 나타나는 신체구조로서, 눈 위를 덮어 눈의 수분을 유지하면서도 앞을 볼 수 있게 하는 투명 또는 반투명한 막이다. 일부 파충류, 조류, 상어들은 사람의 눈꺼풀처럼 완벽히 기능하는 순막을 가지고 있다. 반면 포유류는 대부분 눈 구석에 흔적기관으로만 남아 있다. 제대로 기능하는 순막을 가진 포유류로는 낙타, 북극곰, 물범, 땅돼지, 고양이 등이 있다. 제삼안검(第三眼瞼, third eyelid)이라고도 한다.